# PinePhone
PinePhone — смартфон, разработанный гонконгским производителем компьютеров Pine64.
Предоставляет пользователю иметь полный контроль над устройством.
Меры по обеспечению этого заключаются в следующем:
- запуск основных мобильных операционных систем на базе Linux,
- сборка телефона с помощью винтов, упрощение разборки для ремонта и модернизации [1]
- предоставление шести выключателей/переключателей безопасности для компонентов его аппаратного обеспечения.[2]

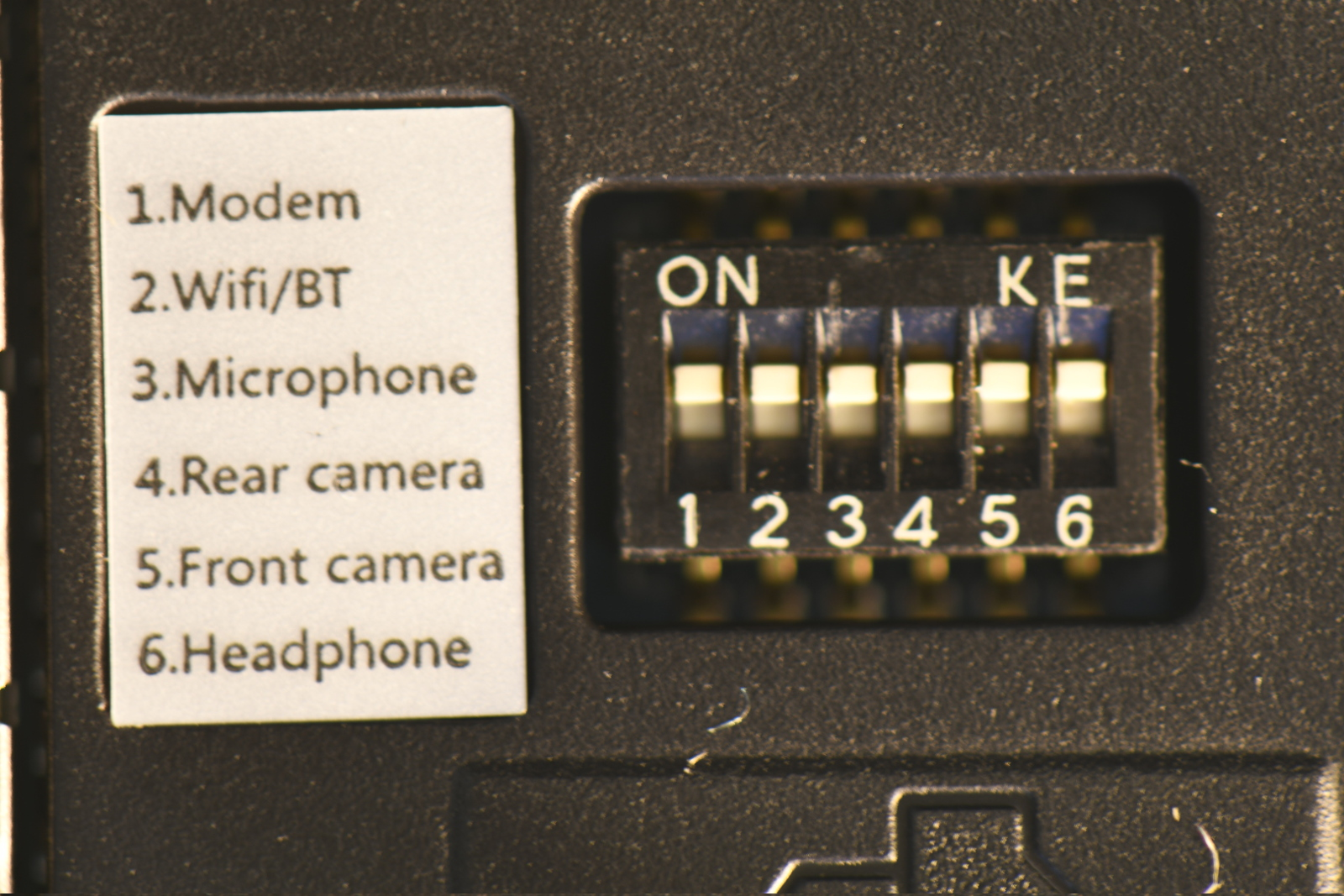
Переключатели безопасности.

PinePhone поставляется с операционной системой на базе Manjaro Linux, использующей графический интерфейс Plasma Mobile, но пользователи могут устанавливать и другие дистрибутивы, например, Plasma Mobile.